# Coppa Acerbo 1937
Coppa Acerbo 1937 je bila petnajsta neprvenstvena dirka za Veliko nagrado v sezoni 1937. Odvijala se je 15. avgusta 1937 na dirkališču  Circuito di Pescara.

## Poročilo

### Pred dirko
Moštvo Alfa Corse je na dirko pripeljalo nove dirkalnike Alfa Romeo 12C-37. Dirkalnik je najprej preizkusil testni dirkač Gianbattista Guidotti, nato pa še Tazio Nuvolari. Hermann Lang je bil še vedno odsoten, zdravstveno stanje se mu je še nekoliko poslabšalo, saj se je gripa razvila v vnetje ledvic. Richard Seaman je na prostem treningu ob zaviranju za enega od počasnih ovinkov zaviral prepozno, pri tem so mu zavore blokirale in trčil je v hišo. Pri tem se ni poškodoval, toda dirkalnik je bil popolnoma uničen. Ker moštvo ni pripeljalo rezervnega dirkalnika ni mogel štartati. Luigi Fagioli se je udeležil dirke po daljšem času. Šepal je, pri hoji pa si je moral pomagati s palico. Zaradi revme ni nastopal od dirke Avusrennen. Na prostem treningu so imeli dirkači Mercedes-Benza težave z novimi uplinjači, Bernd Rosemeyer pa je uničil motor svojega dirkalnika. Na sobotnem prostem treningu je Rosemeyer v veliki vročini najboljši štartni položaj osvojil oblečen le v dirkaško kapo, kratke hlače in sandale.

### Dirka
Na štartu je povedel Rudolf Caracciola, že kmalu pa ga je prehitel Rosemeyer, ki je imel po prvem krogu dve sekundi prednosti pred Caracciolo in že sedemnajst pred Manfredom von Brauchitschem. Tazio Nuvolari je imel že težave z novim dirkalnikom in je padel na deveto mesto z zaostankom petdesetih sekund. V drugem krogu je Rosemeyer v želji, da bi se otresel Caracciole, postavil najhitrejši krog dirke. V četrtem krogu je Hans Stuck zaostal zaradi težav z motorjem, krog kasneje pa je Nuvolari, ki ga je med tem prehitel tudi Hans Ruesch, odnehal in dirkalnik predal Giuseppeju Farini. Ruesch se je nekaj časa boril s Raymondom Sommerjem, toda pretiraval je in odstopil po tem, ko ga je odneslo s steze. Stuck je bil v pestem krogu v boksih, postanek je trajal več kot štiri minute, ob dolivanju goriva pa so mu zamenjali tudi svečke. Ko je zapeljal zapeljal nazaj na stezo, se je za dirkalnikom močno kadilo, krog kasneje pa je odstopil, kot tudi Farina. 
V sedmem krogu je imel Rosemeyer že petdeset sekund prednosti pred Caracciolo, krog kasneje sta oba zavila na postanek v bokse. Zaradi hitrejšega postanka se je Caracciola vodilnemu približal na osemintrideset sekund. V osmem krogu je Rosemeyer zadel miljni kamen z zadnjim desnim kolesom. Tri kilometre kasneje je kolo odpadlo, se odkotalilo proti boksom in ustavilo pred presenečenimi mehaniki. Rosemeyer je počasi pripeljal v bokse po treh kolesih in zavornem bobnu. Ob koncu osmega kroga je imel Caracciola enaintrideset sekund prednosti pred Rosemeyerjem. Ko je Caraccioli v enajstem krogu nehal delovati eden od osmih cilindrov, zaradi česar je moral na dodaten postanek v boksih, ga je Rosemeyer že skoraj ujel. Že krog kasneje je bil Caracciola ponovno v boksih, dirkalnik je prevzel Richard Seaman. Ko je slednji  dirkal le pol kroga, se je motor dirkalnika vžgal. Seaman se je moral ustaviti in ga pogasiti, vseeno pa je dirkalnik pripeljal do cilja. Rosemeyer je zmagal s prednostjo več kot minute in pol pred von Brauchitschem, tretji je bil Hermann Paul Müller, četrti Luigi Fagioli, peti Seaman, šesti in zadnji uvrščeni pa  Vittorio Belmondo. Fagioliju so morali mehaniki pomagati iz dirkalnika.

## Rezultati

### Štartna vrsta
| _______3_______ Stuck Auto Union 10:59    |                                       | _______2_______ Caracciola Mercedes-Benz 10:56 |                                                     | _______1_______ Rosemeyer Auto Union 10:32 |
|                                           | _______5_______ Fagioli Auto Union ?  |                                                | _______4_______ von Brauchitsch Mercedes-Benz 11:05 |                                            |
| _______8_______ Nuvolari Alfa Romeo 11:25 |                                       | _______7_______ Sommer Alfa Romeo ?            |                                                     | _______6_______ Müller Auto Union ?        |
|                                           | _______10______ Belmondo Alfa Romeo ? |                                                | _______9_______ Rüesch Alfa Romeo ?                 |                                            |

### Dirka
| Poz | Št | Dirkač                           | Moštvo              | Dirkalnik          | Krogi | Čas/Odstop | Št. m. |
| --- | -- | -------------------------------- | ------------------- | ------------------ | ----- | ---------- | ------ |
| 1   | 10 | Bernd Rosemeyer                  | Auto Union          | Auto Union C       | 16    | 2:55:39,05 | 1      |
| 2   | 14 | Manfred von Brauchitsch          | Daimler-Benz AG     | Mercedes-Benz W25K | 16    | + 1:41,85  | 4      |
| 3   | 22 | Hermann Paul Müller              | Auto Union          | Auto Union C       | 16    | + 6:10,81  | 6      |
| 4   | 20 | Luigi Fagioli                    | Auto Union          | Auto Union C       | 15    | +1 krog    | 5      |
| 5   | 8  | Rudolf Caracciola Richard Seaman | Daimler-Benz AG     | Mercedes-Benz W25K | 15    | +1 krog    | 2      |
| 6   | 18 | Vittorio Belmondo                | Graf Salvi del Pero | Alfa Romeo 8C-35   | 13    | +3 krogi   | 10     |
| Ods | 24 | Raymond Sommer                   | Scuderia Ferrari    | Alfa Romeo 8C-35   | 8     |            | 7      |
| Ods | 4  | Hans Stuck                       | Auto Union          | Auto Union C       | 7     | Motor      | 3      |
| Ods | 6  | Hans Ruesch                      | Privatnik           | Alfa Romeo 8C-35   | 6     | Trčenje    | 9      |
| Ods | 16 | Tazio Nuvolari Giuseppe Farina   | Alfa Corse          | Alfa Romeo 12C-37  | 6     |            | 8      |
| DNS | 2  | Dick Seaman                      | Daimler-Benz AG     | Mercedes-Benz W25K |       | Trčenje    |        |
| DNS | 12 | Giuseppe Farina                  | Alfa Corse          | Alfa Romeo 12C-37  |       | Okvara     |        |